# Kunigami (lớp tàu tuần tra)
Tàu tuần tra lớp Kunigami (tiếng Nhật: くにがみ型巡視船 kunigami gata junsen) là lớp tàu tuần tra cao tốc cỡ lớn hiện đại của Cảnh sát Biển Nhật Bản. Hiện mới có 2 tàu đầu tiên của lớp này mang các số hiệu PL09 và PL10 được công ty Công nghiệp Nặng Mitsubishi chế tạo xong và bàn giao cho bộ chỉ huy Cảnh sát Biển Nhật Bản vùng 11 (vùng Okinawa và biển Hoa Đông) sử dụng từ tháng 4 năm 2012.
Tàu có lượng giãn nước là 1700 tấn, dài 96,6 mét, rộng 11,5 mét, cao 5,2 mét. Nó được trang bị 2 động cơ diesel và 2 trục cho phép đạt tốc độ 23 knot. Vũ trang chủ yếu của tàu là 1 khẩu JM61-RFS 20mm. Đây là một biến thể của M61 Vulcan, được dẫn bắn từ xa. Hệ thống điện tử còn bao gồm các thiết bị trinh sát hồng ngoại, trinh sát xa trên biển và hệ thống truyền dữ liệu dạng hình ảnh. Tàu cũng có 1 súng phun nước cao áp, hệ thống cảnh cáo dừng thuyền, v.v...